# رابرت فریپ
رابرت فریپ (انگلیسی: Robert Fripp؛ زادهٔ ۱۶ مهٔ ۱۹۴۶) موسیقی‌دان و تهیه‌کنندهٔ موسیقی انگلیسی است که به‌عنوان بنیان‌گذار و عضو درازمدت گروه موسیقی راک کینگ کریمسون شناخته می‌شود. او با هنرمندان دیگری مانند دیوید بویی، بلاندی، برایان اینو، پیتر گابریل، درل هال، تاکینگ هدز و دیوید سیلوین کار کرده است. گیتارنوازی او در آلبوم «قهرمانان» (۱۹۷۷) اثر بویی، مورد توجه قرار گرفت. او همچنین آهنگسازی صدای آغاز ویندوز ویستا را بر عهده داشته است. آثار او شامل مشارکت در ساخت بیش از ۷۰۰ نسخهٔ رسمی می‌شود.
فریپ در نسخهٔ سال ۲۰۲۳ مجلهٔ رولینگ استون از ۱۰۰ گیتاریست برتر تمام دوران، در رتبهٔ ۵۹ قرار گرفت. وی همچنین از سوی وبگاه گیبسون در میان پنجاه گیتاریست برتر جهان معرفی شد.
همسر وی تویا ویلکاکس خوانندهٔ راک است.